# Nyikolaj Kornyejevics Csukovszkij
Nyikolaj Kornyejevics Csukovszkij  (oroszul: Никола́й Корне́евич Чуко́вский (Odessza, 1904. május 20. – Moszkva, 1965. november 4.) szovjet-orosz író, műfordító, újságíró. Kornyej Ivanovics Csukovszkij orosz író, újságíró fia.

## Élete és munkássága
Gyermekkorát és ifjúkorát Péterváron és a közeli, az írók által kedvelt üdülőhelyen, Kuokkala településen (később Repino) töltötte. Apja révén megismerkedett a kor számos jelentős orosz írójával, köztük K. Vaginovval, L. Dobicsinnal, N. Zabolockijjal, Venyiamin Alekszandrovics Kaverinnal, Alekszandr Alekszandrovics Blokkal.
Irodalmi működését novellistaként, kritikusként kezdte. A húszas évek közepétől nagyobb lélegzetű szépirodalmi művekkel jelentkezett. Útleírásai, kalandregényei az ifjúság körében is népszerűvé tették.
Műfordítóként a magyar líra legjobbjainak avatott tolmácsolója lett. Többek között fordított Bornemisza Péter, Balassi Bálint, Csokonai Vitéz Mihály, Kazinczy Ferenc, Berzsenyi Dániel, Kisfaludy Károly és Kisfaludy Sándor, Vörösmarty Mihály, Petőfi Sándor, Ady Endre, Juhász Gyula, József Attila, Radnóti Miklós műveiből.

### Magyarul megjelent művei
- Egy lány szerelme
- Hercegzúg
- Ketten
- Nehéz szerelem
- Balti égbolt alatt
- Távoli csillagfény
- Réges-régen

## Fordítás
- Ez a szócikk részben vagy egészben  a(z)   Чуковский, Николай Корнеевич című orosz Wikipédia-szócikk ezen változatának fordításán alapul.  Az eredeti cikk szerkesztőit annak laptörténete sorolja fel. Ez a jelzés csupán a megfogalmazás eredetét és a szerzői jogokat jelzi, nem szolgál a cikkben szereplő információk forrásmegjelöléseként.